# Chrudim III
Chrudim III (Kateřinské Předměstí) je část města Chrudim. Nachází se na jihozápadě Chrudimi. V roce 2009 zde bylo evidováno 756 adres. V roce 2011 zde trvale žilo 6877 obyvatel.
Chrudim III leží v katastrálním území Chrudim o výměře 20,72 km2.